# Piet van Miert
Piet van Miert (Delft, 20 december 1938) is een voormalig Nederlands voetballer en voetbaltrainer.

## Spelersloopbaan
Van Miert begon op 10-jarige leeftijd met voetballen bij DHC en debuteerde daar in 1955 in het eerste elftal. In 1960 maakte hij de overstap naar Sparta. Namens laatstgenoemde club nam hij op 18 november 1962 in een thuiswedstrijd tegen NAC (5-5) alle vijf Rotterdamse doelpunten voor zijn rekening. In 1965 vertrok de trefzekere spits voor 60.000 gulden naar ADO, waar hij in zijn eerste seizoen samen met Kees Aarts gedeeld clubtopscorer werd met 16 doelpunten. In zijn tweede seizoen voor ADO sloeg op de eerste speeldag het noodlot toe. Op 14 augustus 1966 brak Van Miert in een thuiswedstrijd tegen Fortuna '54 zijn linkerenkel en -kuitbeen waarna hij lange tijd moest revalideren. Het duurde twee jaar voor hij zijn rentree maakte in het eerste elftal van ADO, op 18 augustus 1968 in een thuiswedstrijd tegen Volendam. Van Miert slaagde er echter niet meer in op zijn oude niveau terug te keren. In 1969 tekende hij nog wel een tweejarig contract bij Fortuna in zijn woonplaats Vlaardingen, maar zijn oude enkelblessure bleef hem parten spelen, waarna hij enkele maanden later op 30-jarige leeftijd definitief een punt zette achter zijn profloopbaan.

### Statistieken
| Seizoen | Club                | Land      | Competitie       | Duels | Goals |
| ------- | ------------------- | --------- | ---------------- | ----- | ----- |
| 1955/56 | DHC                 | Nederland | Eerste klasse C  | ??    | 4     |
| 1956/57 | DHC                 | Nederland | Tweede divisie B | ??    | 2     |
| 1957/58 | DHC                 | Nederland | Tweede divisie A | ??    | 1     |
| 1958/59 | DHC                 | Nederland | Tweede divisie   | ??    | 15    |
| 1959/60 | DHC                 | Nederland | Eerste divisie B | ??    | 18    |
| 1960/61 | Sparta              | Nederland | Eredivisie       | 20    | 15    |
| 1961/62 | Sparta              | Nederland | Eredivisie       | 29    | 13    |
| 1962/63 | Sparta              | Nederland | Eredivisie       | 20    | 12    |
| 1963/64 | Sparta              | Nederland | Eredivisie       | 28    | 10    |
| 1964/65 | Sparta              | Nederland | Eredivisie       | 30    | 6     |
| 1965/66 | ADO                 | Nederland | Eredivisie       | 22    | 16    |
| 1966/67 | ADO                 | Nederland | Eredivisie       | 1     | 0     |
| 1967/68 | ADO                 | Nederland | Eredivisie       | 0     | 0     |
| 1968/69 | ADO                 | Nederland | Eredivisie       | 4     | 2     |
| 1969/70 | Fortuna Vlaardingen | Nederland | Eerste divisie   | 6     | 1     |
| Totaal  | Totaal              | Totaal    | Totaal           | ???   | 115   |

## Verdere loopbaan
Na afloop van zijn spelersloopbaan was Van Miert werkzaam als leraar lichamelijke opvoeding. Daarnaast was hij actief als trainer in het amateurvoetbal, bij achtereenvolgens VV Sliedrecht, Overmaas, Zwart-Wit '28, De Jodan Boys, VV Zwaluwen (jeugd), HOV en DVO '32.